# 高迎祥
高 迎祥（こう げいしょう、? - 1636年）は、明末の民衆反乱の初期の指導者。延安府安塞県の出身。
王嘉胤が起こした反乱に参加し、崇禎3年（1630年）には方将となり、崇禎4年（1631年）に王嘉胤が殺された後は、反乱軍の中心人物として、張献忠・李自成らを従えて闖王を称し、山西から河南・湖広、更に四川まで転戦した。
官軍に対して優位に戦いを進めていたが、張献忠と李自成の分裂後は劣勢となり、崇禎9年（1636年）、陝西巡撫であった孫伝庭に捕らえられて処刑された。